# Висолювання
Висолювання (рос. высаливание, англ. salting out; нім. Entsalzung f) — виділення речовини з розчину шляхом введення в нього іншої, як правило, добре розчинної речовини — висолювача. Висолювана речовина може виділятися у вигляді нової фази — твердого осаду, рідкої або газової фази. В. може бути пов'язане зі збільшенням концентрації спільного йону чи йонної сили або зі зміною структури розчинника, також — покращання екстракції речовини додаванням електроліту в водну фазу. Протилежний В. ефект (збільшення розчинності однієї речовини в присутності іншої) називається всолюванням. В. застосовується в технологічних процесах розділення та вилучення в системах рідина-рідина або рідина-тверде тіло для переведення цінного компонента в осад або в іншу рідку фазу.